# Андерс, Уильям

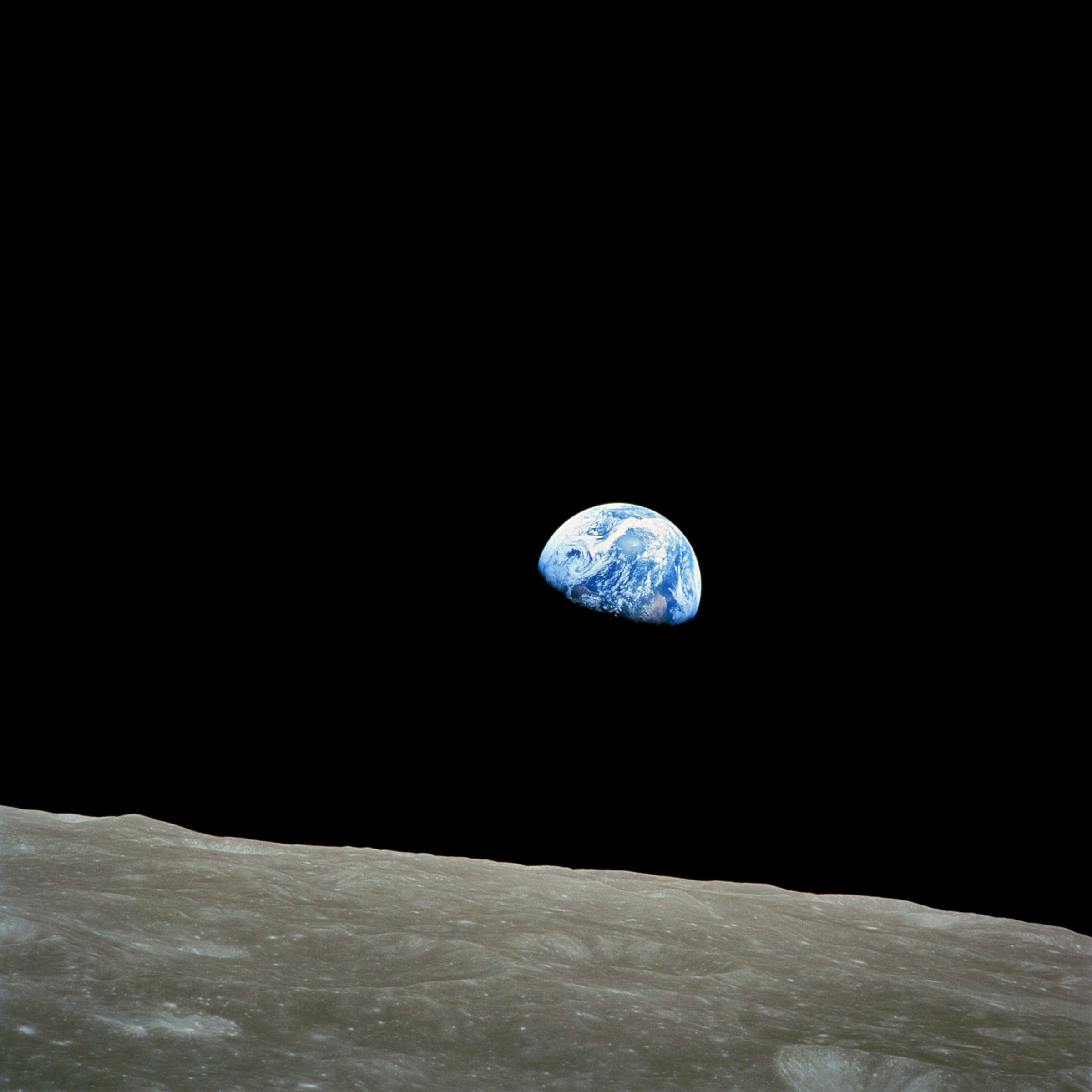
Предположительно «Восход Земли над горизонтом Луны».

Уи́льям Э́лисон А́ндерс (англ. William Alison Anders; 17 октября 1933, Британский Гонконг — 7 июня 2024, Сан-Хуан, Вашингтон), известный также как Билл Андерс (Bill Anders) — американский военный лётчик, астронавт, генерал-майор ВВС США в отставке, государственный деятель. 21—27 декабря 1968 года совершил полёт в космос в составе экипажа космического корабля «Аполлон-8», первый в истории пилотируемый полёт к Луне. Впоследствии находился на государственной службе, был послом США в Норвегии, занимал руководящие должности в крупных корпорациях. Общий налёт на различных типах летательных аппаратов более 6000 часов. Продолжал активно летать на небольших винтовых самолётах.

## Биография
Вильям Андерс родился 17 октября 1933 года в семье лейтенанта флота США Артура Андерса, который проходил военную службу в Гонконге на канонерской лодке «Панэй» (Panay). В 1937 году отец Вильяма находился в боевом патрулировании на реке Янцзы и 12 декабря корабль вступил в бой с японскими военными отрядами, оккупировавшими Китай. Заменив раненного командира, Артур Андерс принял командование на себя и стал первым американцем в истории, отдавшим приказ стрелять в японских военных. За этот бой отец Уильяма был награждён «Военно-морским крестом», а впоследствии — «Пурпурным сердцем». Уильяму тогда было четыре года, и он с матерью Мюриэль Адамс Андерс по счастливому стечению обстоятельств остались живы в неразберихе японского вторжения в Китай. Героический пример отца в значительной мере повлиял на характер и судьбу его сына. Уильям стал активистом движения «Бойскауты Америки» и достиг второго по значению ранга «пожизненного бойскаута».

### Образование
В 1955 году окончил Военно-морскую академию США, получил степень бакалавра наук. В 1962 году в Технологическом институте военно-воздушных сил США на базе ВВС Райт-Паттерсен получил степень магистра наук по ядерной технике. В 1979 году прошёл курс разработки перспективных средств управления в Гвардейской школе бизнеса.

### Военная служба
- 1955 — призван на службу в ВВС США. Прошёл лётную подготовку на базах ВВС в Техасе и Джорджии.
- декабрь 1956 — получил квалификацию военного лётчика.
- с 1957 — служил лётчиком-истребителем в эскадрилье всепогодных истребителей-перехватчиков Командования Противовоздушной обороны в Калифорнии и Исландии.
- с 1960 — служил в Лаборатории вооружений ВВС на базе ВВС Киртланд[англ.] в Нью-Мексико, работал по программе разработки защиты от радиационного воздействия.
- 1963 — звание капитана ВВС
- 1968 — звание подполковника ВВС
- сентябрь 1969 — вышел в отставку с военной службы.

### Космическая подготовка
- с 5 июня по 15 июля 1963 года в НАСА проводился приём заявлений на участие в отборе в группу подготовки астронавтов по программам «Джемини» и «Аполлон». Квалификационные требования были достаточно жёсткими: возраст до 35 лет, рост не выше 183 сантиметров, диплом пилота реактивной авиации, не менее 1000 часов налёта, степень бакалавра по физике, инженерным или биологическим наукам, гражданство США и отличное здоровье. Уильям Андерс попал в группу из 71 военного пилота, предварительно отобранных по этому набору.
- 17 октября 1963 — отобран в составе окончательной группы из 14 человек. Из этой группы четверо погибли, из них трое — в авиакатастрофах, а Роджер Чаффи — при пожаре на испытаниях космического корабля «Аполлон-1».
- октябрь 1963 — зачислен в отряд астронавтов НАСА. После прохождения подготовки получил назначение в Отдел астронавтов НАСА. Занимался вопросами радиационной дозиметрии, системами контроля параметров окружающей среды и терморегуляции.
- Работал оператором связи с экипажем в центре управления во время полётов кораблей «Джемини-4» и «Джемини-12».
- был назначен дублёром пилота корабля «Джемини-11», прошёл подготовку к работе в открытом космосе.
- работал по программе «Аполлон», принимал участие в разработке лунного модуля корабля и для этой цели выполнял полёты на экспериментальном летательном аппарате по отработке посадки на Луну (англ. Lunar Landing Research Vehicle - LLRV).
- ноябрь 1967 — назначен пилотом в экипаж корабля «Аполлон-8» вместе с Фрэнком Борманом и Майклом Коллинзом. Программа этого полёта, как и программа полёта «Аполлон-9» с экипажем в составе Джеймса Макдивитта, Дэвида Скотта и Рассела Швайкарта, предусматривала испытания лунного модуля на орбите Земли. К лету 1968 срок подготовки лунного модуля был перенесён на конец весны 1969, поэтому НАСА было принято решение изменить полётное задание экспедиции на «Аполлоне-8». В качестве новой задачи был поставлен первый облёт Луны кораблём без лунного модуля. Учитывая высокий уровень квалификации командира экипажа экспедиции Аполлон-8 Джеймса Макдивитта по работе с лунным модулем, было принято решение поменять экипажи экспедиций «Аполлон-8» и «Аполлон-9». Затем у Майкла Коллинза возникли медицинские проблемы, и его заменили Джеймсом Ловеллом.
- 21 декабря 1968 — стартовал в космос в качестве пилота лунного модуля (при отсутствии самого лунного модуля) в составе экипажа космического корабля «Аполлон-8» совместно с Фрэнком Борманом и Джеймсом Ловеллом. Стал 33-м человеком и 21-м американцем в космосе.
- 24 декабря 1968 — корабль переведён на селеноцентрическую орбиту, на которой оставался 20 часов 7 минут, сделав 10 витков. Впервые в истории пилотируемый корабль вышел на орбиту Луны.
- 27 декабря 1968 — Аполлон-8 совершил посадку на Землю.

Продолжительность полёта составила 6 суток 3 часа 00 минут 42 секунды.

#### Последующая подготовка
- Входил в состав дублирующего экипажа экспедиции «Аполлон-11» в качестве пилота командного модуля
- сентябрь 1969 — ушёл из НАСА.

### Профессиональная и государственная деятельность

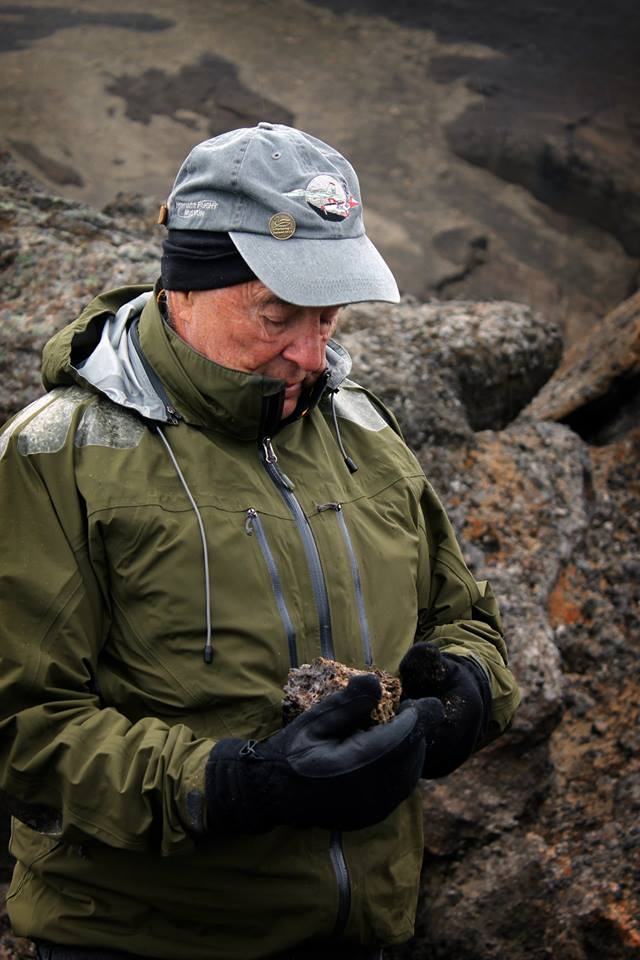
2013 год

- с 1969 по 1973 — работал исполнительным секретарём Национального Совета по аэронавтике и исследованию космического пространства
- август 1973 — назначен членом Комиссии по атомной энергии, отвечавшей за все научно-исследовательские работы по ядерной и не-ядерной энергетике США.
- 1973 — назначен сопредседателем с американской стороны смешанной американо-советской программы по технологическому обмену в области деления атомного ядра и термоядерной энергии.
- январь 1975 — назначен первым председателем Комиссии по управлению деятельностью в области атомной энергетики.
- 1976 — назначен послом США в Норвегии
- 1977 — ушёл в отставку с государственной службы.
- в 1976—1977 — работал в Американском институте предпринимательства.
- сентябрь 1977 — назначен вице-президентом и главным управляющим отделением атомной продукции компании «Дженерал Электрик» в Сан-Хосе (Калифорния).
- январь 1980 — назначен главным управляющим отделением авиационного оборудования компании «Дженерал Электрик» в Ютике (штат Нью-Йорк).
- 1984 — назначен исполнительным вице-президентом по аэрокосмической технике компании «Текстрон».
- 1986 — назначен главным исполнительным вице-президентом компании «Текстрон» по основной деятельности.
- 1990 — назначен вице-председателем в корпорации «Дженерал Дайнемикс»
- январь 1991 — избран председателем и директором-распорядителем корпорации «Дженерал Дайнемикс».
- 1994 — ушёл в отставку с корпоративных постов.
- являлся президентом Музея авиационной славы.

### Гибель
7 июня 2024 года одномоторный самолёт Beechcraft T-34 Mentor, который 90-летний Андерс пилотировал в одиночку, упал в воду у островов Сан-Хуан в штате Вашингтон. В тот же день его сын Грег Андерс подтвердил гибель своего отца.

## Награды
- Медаль ВВС «За выдающиеся заслуги»
- Медаль ВВС «За заслуги»
- Медаль НАСА «За выдающиеся заслуги»
- Включён в Зал славы астронавтов.

## Увековечивание памяти
В честь Уильяма Андерса назван кратер на Луне.